# Christophe Capelle
Pour les articles homonymes, voir Capelle.
Christophe Capelle, né le 15 août 1967 à Compiègne, est un coureur cycliste français. Professionnel de 1991 à 2002, il a notamment été champion olympique de poursuite par équipe aux Jeux de 1996 à Atlanta, et champion de France sur route en 2000.
Après sa retraite sportive à 38 ans, il est diplômé de l’ESC Amiens promotion 2005.

## Palmarès sur route

### Palmarès amateur
- 1987
  - Paris-Laon
- 1988
  - 3e de la Flèche Landaise
  - 3e du Grand Prix de France
- 1989
  - Grand Prix de Peymeinade
  - 3e étape des Quatre Jours de Vendée
  - Circuit des Vins du Blayais
  - Une étape du Tour de la Somme (contre-la-montre)[1]
  - 2e du Grand Prix de La Londe-les-Maures
  - 2e de la Flèche Landaise
  - 3e de Paris-Montargis
- 1990
  - Classement général du Tour de Hesse
  - Ronde de l'Oise
  - 2e étape du Tour de Bigorre
  - 2e de Bordeaux-Saintes
  - 3e du Grand Prix Pierre-Pinel

### Palmarès professionnel
- 1991
  - 1re étape du Tour méditerranéen
  - 3e du Duo normand (avec Thierry Gouvenou)
- 1992
  - 2e de Kuurne-Bruxelles-Kuurne
- 1994
  - 3e du championnat de France sur route
  - 3e du Tour d'Armorique
- 1995
  - 3e étape du Circuit de la Sarthe
  - 4e étape du Tour du Limousin
- 1996
  - 2ea étape du Tour de l'Oise
  - 1re étape du Critérium international
- 1998
  - 8e étape du Paris-Nice
  - Prix du Calvaire
- 2000
  -  Champion de France sur route

## Résultats sur les grands tours

### Tour de France
6 participations
- 1993 : 115e
- 1994 : abandon (14e étape)
- 1995 : hors délais (15e étape)
- 1996 : abandon (6e étape)
- 1999 : 115e
- 2001 : 123e

### Tour d'Italie
3 participations
- 1991 : abandon (15e étape)
- 1992 : 106e
- 1993 : abandon (12e étape)

### Tour d'Espagne
1 participation
- 1998 : abandon (4e étape)

## Palmarès sur piste

### Jeux olympiques
- Atlanta 1996
  -  Champion olympique de poursuite par équipes (avec Philippe Ermenault, Jean-Michel Monin et Francis Moreau)
- Sydney 2000
  - 10e de l'américaine
  - 19e de la course aux points